# Castello di Lanciano
Il Castello di Lanciano si trova nel comune di Castelraimondo nella provincia di Macerata, Marche.

## Storia e descrizione
Sorge a ridosso della riva sinistra del fiume Potenza in una posizione strategica. Già nel XIII secolo si hanno documenti di un mulino nella zona. Fu la famiglia nobiliare dei Varano ad essere stata la prima artefice riconosciuta della sua edificazione con Giovanni Varano detto lo Spaccaferro attorno al 1381 che, in una area strategicamente importante trovandosi nei pressi del transito delle strade per Pioraco, Matelica e la capitale Camerino, a difesa del confine Nord-orientale della signoria camerte lo eresse con possenti mura, con torri e con canalizzazioni d'acqua; in particolare eresse la linea difensiva dell'"Intagliata". Si tratta di un lungo fosso che rendeva ancor più difficoltoso il transito agli aggressori anche attraverso il riempimento con sterpaglie e alberi procedimento che diede il nome all'opera: lungo questo asse si trovavano altre opere fortilizie come “Torre Beregna”, “Torre del Parco” fino a “Torre porta di ferro” presso il castello di Pioraco.
Giulio Cesare Varano fece dono del castello alla moglie Giovanna, figlia di Sigismondo Malatesta da Rimini, la quale apportò imponenti restauri per trasformarlo in un maniero di gusto rinascimentale attorno al 1489. A ricordare del presente restauro vi è una lapide fatta fare da Giovanni Maria Varano alla madre Giovanna inserita nel loggiato del castello. 
Dopo la dissoluzione della signoria di Camerino e della conseguente caduta dei Varano siamo a conoscenza anche dei successivi proprietari che risultano fino al 1621 la famiglia Voglia, fino al 1680 i Rosa, fino al 1754 dei Rossetti ed infine dei Bandini che lo acquistarono da papa Benedetto XIV.
Fu proprio Alessandro Bandini che apportò le modifiche più imponenti che ci consegnano il castello così come lo vediamo oggi. Il restauro seguito dall'architetto camerte Giovanni Antinori trasformò il castello nelle forme che oggi possiamo vedere. I marchesi Bandini, avendo in proprietà anche i territori dove si trovava l'antica importante città romana di Urbs Salvia, trafugarono dagli scavi preziose statue che oggi possiamo trovare ad ornare le sale della villa, tra cui la più bella risulta essere il "Salone delle feste", ma anche la "Sala cinese" ed altri importanti luoghi. L'interno della villa conserva ancora oggi questi ricchi addobbi, numerosi ricchi dipinti, smaglianti arredi tipici del periodo di fine XVIII secolo conservato tutto ancora in ottimo stato.
Infine il castello immerso nelle alte colline che uniscono l'abitato di Castelraimondo alla città di Camerino non presenta all'esterno come in altre dimore di questo tipo un giardino, ma un esteso parco fatto di secolari alberi attraversato da sentieri e canali d’acqua dando una forte suggestione di amenità a chi lo attraversa.

## Il castello oggi
Trovandosi ad essere l'ultima della dinastia, divenuta Giustiniani Bandini, Maria Sofia moglie del noto diplomatico Manfredi Gravina di Ramacca, donò alla sua morte, 1977, il complesso artistico alla diocesi locale. La diocesi dopo il terremoto del 1997 effettuò dei restauri e nel settembre del 2005 riapre il castello alle visite con annesso il museo "Maria Sofia Giustiniani Bandini".
Il museo è ora parte della rete dei "Musei Civici e Diocesani" che sono una sorta di museo diffuso situato nei vicini comuni di Visso con il Museo civico diocesano di Visso, Camerino con il "Museo Diocesano “Giacomo Boccanera” e la "Pinacoteca e Museo Civico di Camerino" nel convento di San Domenico.
In seguito al terremoto del Centro Italia del 2016 il Museo Giustiniani Bandini è chiuso a tempo indeterminato, a causa di lesioni alla struttura, ma conserva al proprio interno, tra altre opere, una tavola con l'Annunciazione-Incarnazione, opera di Antonio Liberi da Faenza, forse proveniente dall’Abbazia di Fiastra, anch'essa pertinenza dei Bandini dal 1773.

## Curiosità
Si narra che Isabella d'Este, nota per il suo gusto, in visita nel 1494 nella signoria dei Varano rimase molto colpita dal castello dei Varano.